# Niederwald (Stati Uniti d'America)
Niederwald è un centro abitato degli Stati Uniti d'America, situato nella contea di Caldwell dello Stato del Texas. Parti del suo territorio sono comprese nei confini della contea di Hays.

## Geografia fisica
Niederwald è situata a 30°00′23″N 97°45′00″W (30.006397, -97.750056), sulla Texas Highway 21, a cavallo dei confini delle contee di Caldwell e Hays.
Secondo lo United States Census Bureau, ha un'area totale di 3,0 miglia quadrate (7.7 km²).

## Società

### Evoluzione demografica
Secondo il censimento del 2000, c'erano 584 persone.192 nuclei familiari, e 158 famiglie residenti nella città. La densità di popolazione era di 196,8 persone per miglio quadrato (75,9/km²). C'erano 199 unità abitative a una densità media di 67,1 per miglio quadrato (25,9/km²). La composizione etnica della città era formata dal 75,17% di bianchi, il 3,94% di afroamericani, l'1.54% di nativi americani, l'1.37% di asiatici, il 16,44% di altre razze, e l'1.54% di due o più etnie. Ispanici o latinos di qualunque razza erano il 32,19% della popolazione.
C'erano 192 nuclei familiari di cui il 44,3% avevano figli di età inferiore ai 18 anni, il 67,7% erano coppie sposate conviventi, l'8.3% aveva un capofamiglia femmina senza marito, e il 17,7% erano non-famiglie. Il 10,4% di tutti i nuclei familiari erano individuali e il 2,6% aveva componenti con un'età di 65 anni o più che vivevano da soli. Il numero di componenti medio di un nucleo familiare era di 3,04 e quello di una famiglia era di 3,27.
La popolazione era composta dal 28,8% di persone sotto i 18 anni, l'8.6% di persone dai 18 ai 24 anni, il 35,3% di persone dai 25 ai 44 anni, il 21,6% di persone dai 45 ai 64 anni, e il 5,8% di persone di 65 anni o più. L'età media era di 34 anni. Per ogni 100 femmine c'erano 104,2 maschi. Per ogni 100 femmine dai 18 anni in giù, c'erano 101,9 maschi.
Il reddito medio di un nucleo familiare era di 54.375 dollari,000 e quello di una famiglia era di 61.750 dollari. I maschi avevano un reddito medio pro capite di 28.750 dollari contro i 26.932 dollari delle femmine. Il reddito medio pro capite era di 21.236 dollari None of the famiglie e l'1.8% della popolazione erano living sotto la soglia di povertà, incluso il 2,5% di persone sopra i 64 anni.
Al censimento del 2010 è stata rilevata una popolazione di 565 individui.